# Vitfläckig svävfluga
Vitfläckig svävfluga (Thyridanthrax fenestratus) är en tvåvingeart som först beskrevs av Fallen 1814.  Vitfläckig svävfluga ingår i släktet Thyridanthrax och familjen svävflugor. Arten är reproducerande i Sverige. Inga underarter finns listade i Catalogue of Life.